# 한스 푸를러

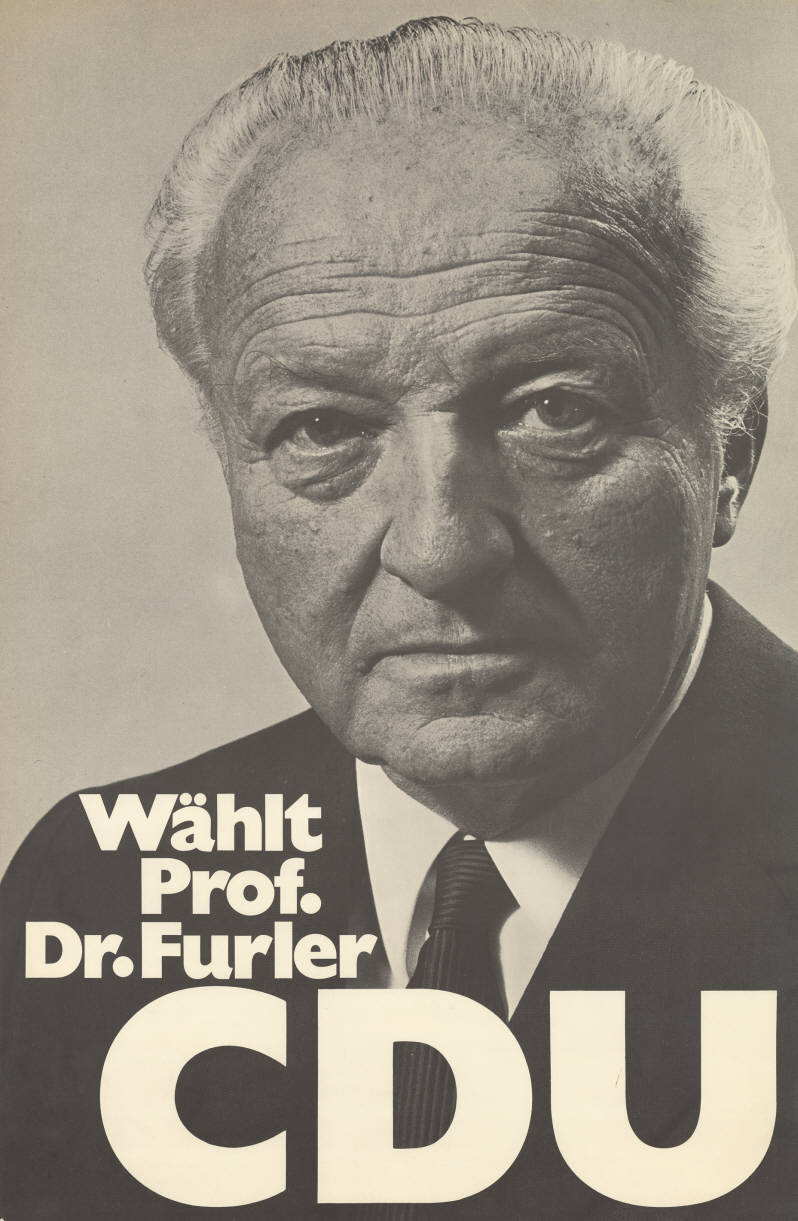
한스 푸를러의 선거 포스터

한스 푸를러(독일어: Hans Furler, 1904년 6월 5일 바덴뷔르템베르크주 라어 ~ 1975년 6월 29일 바덴뷔르템베르크주 아헤른)는 독일의 정치인이다. 소속 정당은 독일 기독교민주연합이다.

## 생애
프라이부르크, 베를린, 하이델베르크에서 법학을 전공했으며 1925년에는 제1차 국가 사법시험에 합격했다. 1928년에는 《경찰의 긴급 조치와 국가의 배상 의무》라는 논문을 발표하면서 대학으로부터 박사 학위를 받았다. 1930년에는 특허법 강사로 근무했다.
1932년에는 카를스루에 공과대학교에서 교수 자격을 취득했고 1940년에는 산업 재산·저작권 원외 교수로 임명되었다. 1945년부터 1948년까지는 제지 공장의 고문 변호사로 근무했고 1948년에는 프라이부르크에서 법률 사무소를 개설했다. 1950년부터 프라이부르크 대학교에서 교수로 재직했다.
1952년 독일 기독교민주연합에 입당했으며 바덴 지부의 경제 위원회 의장으로 선출되었다. 1953년부터 1972년까지 오펜부르크 선거구에서 선출된 독일 연방의회 의원을 역임했다. 1957년까지 산업 재산·저작권 위원회 부위원장을 역임했고 1956년부터 1958년까지 유럽 석탄 철강 공동체 의회 의장, 1960년부터 1962년까지 유럽 의회 의장을 역임했다.